# Pins de Salzmann du Conflent
Pins de Salzmann du Conflent este o arie protejată (sit de importanță comunitară — SCI) din Franța întinsă pe o suprafață de 998 ha, integral pe uscat.

## Localizare
Centrul sitului Pins de Salzmann du Conflent este situat la coordonatele 42°33′00″N 2°20′10″E / 42.55°N 2.33611°E.

## Înființare
Situl Pins de Salzmann du Conflent a fost declarat arie specială de conservare în baza directivei 92/43 din 1992 referitoare la conservarea habitatelor naturale și a faunei și florei sălbatice pentru a proteja un număr necunoscut de specii din flora spontană și fauna sălbatică aflate în arealul zonei.

## Biodiversitate
Situată în ecoregiunea mediteraneană, aria protejată conține 2 habitate naturale: Păduri de pin (sub-) mediteraneene cu pini negri endemici, Fânețe de joasă altitudine (Alopecurus pratensis, Sanguisorba officinalis).
La baza desemnării sitului se află un număr nedeclarat de specii protejate.
Pe lângă speciile protejate, pe teritoriul sitului au mai fost identificate 1 specie de nevertebrate.